# کارل برنستین
کارل برنستین (برنشتاین) (انگلیسی: Carl Bernstein؛ زادهٔ ۱۴ فوریهٔ ۱۹۴۴) یک خبرنگار اهل ایالات متحده آمریکا است. او و باب وودوارد خبرنگاران واشینگتن پست با چاپ مقاله در فاش شدن رسوایی واترگیت و استعفای نیکسون رئیس‌جمهور آمریکا نقش اصلی را داشتند.

## کتاب‌ها
از وی کتابهای متعددی تاکنون منتشر شده‌است. تنها کتاب منتشر شده از برنشتاین به زبان فارسی، ترجمهٔ کتاب بانوی قدرت پیرامون زندگی هیلاری کلینتون است که با عنوان «بانوی قدرت»به فارسی برگردان شده‌است.